# Franz Albert Eder
Franz Albert Eder OSB (30. ledna 1818 Hallein – 10. dubna 1890 Salcburk) byl rakouský římskokatolický duchovní, opat benediktinského řádu a politik německé národnosti, v 2. polovině 19. století poslanec Říšské rady, později arcibiskup salcburský.

## Biografie

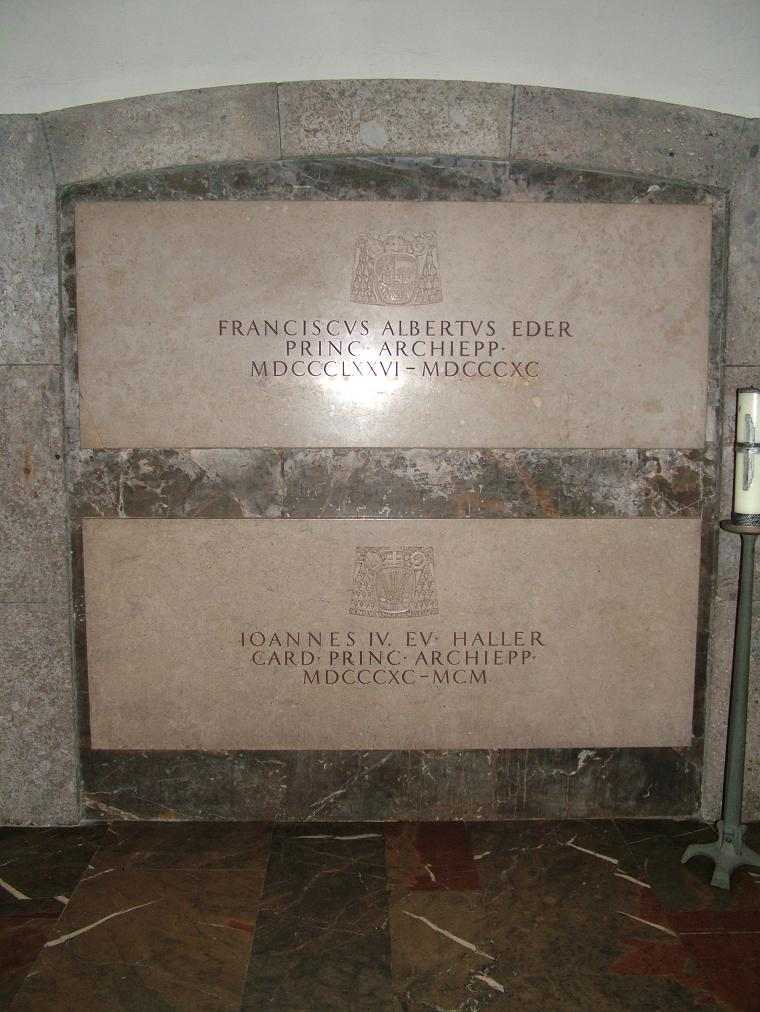
Hrob arcibiskupů Edera a Hallera

V roce 1839 vstoupil do opatství svatého Petra v Salcburku. Roku 1843 byl vysvěcen na kněze. Působil jako duchovní v Abtenau. V letech 1849–1852 byl učitelem náboženství v Salcburku. Získal titul doktora teologie a filozofie. V období let 1852–1857 vyučoval klasickou filologii na státním gymnáziu v Salcburku. Roku 1857 se stal opatem benediktinského řádu v opatství svatého Petra v Salcburku.
Po obnovení ústavní vlády se zapojil i do parlamentní politiky. Byl coby virilista poslancem Salcburského zemského sněmu a v letech 1863–1867 a 1869–1871 i Tyrolského zemského sněmu. Zemský sněm ho delegoval i do Říšské rady (tehdy ještě volené nepřímo) za Salcbursko (kurie tržních obcí, obvod Golling, Abtenau, Kuchl). K roku 1861 se uvádí jako prelát, bytem v Salcburku. Stranicky se profiloval jako člen takzvané německé Ústavní strany (liberálně a centralisticky orientovaná, odmítající federalistické aspirace neněmeckých etnik).
V letech 1876–1890 působil jako arcibiskup salcburský a zastával tudíž funkci primase německého. Zasazoval se o reformu benediktinského řádu.